# Плец, Михаил Александрович
Михаил Александрович Плец (27 февраля 1842 года — 22 января 1911 года) — русский юрист, тайный советник, Енисейский губернатор, сенатор.

## Биография
Окончил юридический факультет Санкт-Петербургского университета по разряду административных наук. Служил в 3-м Департаменте Правительствующего сената, в окружных судах нескольких городов.
С 9 января 1898 года действительный статский советник. В 1898 году назначен на должность Енисейского губернатора.
28 марта 1899 года  в Красноярске было завершено строительство железнодорожного моста через Енисей. Началось регулярное железнодорожное сообщение, что способствовало развитию приенисейского края.
Большое внимание губернатор уделял национальному вопросу. Осенью 1899 года Плец провёл заседание по обсуждению проекта преобразования местного управления коренным населением. К концу 1900 года Енисейское губернское правление представило в Иркутск доклад «Положение о сибирских инородцах». Проект составлялся по указанию министра внутренних дел И. Л. Горемыкина. После представления проекта 1 января 1901 года Плец был произведен в тайные советники. Оставался в должности губернатора до 1902 года.
6 апреля 1903 года назначен присутствующим в Правительствующем Сенате.
Был женат на Марии Ивановне Чоглоковой (род. 1853); на 1917 год вдова тайного советника М. И. Плец проживала в Петрограде по адресу Казначейская, 3. В браке супруги Плец имели семерых детей, из них сын Михаил Михайлович Плец (род. 1879) к 1917 году в чине статского советника служил юрисконсультом Министерства юстиции, дочь Ксения Михайловна (род. 1876) с 6 февраля 1898 г. замужем за секретарем Варшавского окружного суда Николаем Митрофановичем Васильевым (род. 1873).